# Солотвино
Соло́твино (Марамороське Солотвино, Солотвин; рум. Slatina, угор. Faluszlatina + Aknaszlatina, словац. Selo Slatina + Slatinské Doly, нім. Salzgruben) — селище на Західній Україні, адміністративний центр Солотвинської селищної громади Тячівського району Закарпатської області. Населення — 8, 8 тис. осіб (2016).

## Географічне розташування
Селище Солотвино розташоване у Мармароській котловині (Верхньотисинська улоговина), на правому березі річки Тиси, між Раховом та районним центром Тячевом, відстань до якого становить близько 24 км пролягає автошляхом національного значення Н09.
Тиса відділяє Солотвино від міста Сигіт (Sighetu Marmaţiei, тепер Румунія). Поблизу селища діє пункт контролю Солотвино на кордоні з Румунією. З румунського боку знаходиться пункт пропуску «Мармарош-Сигіт», жудець Марамуреш.
Солотвино є кінцевим пунктом української дільниці залізниці, яка веде від Батьово, і, відповідно, пасажирських поїздів, які прямують зі Львова на Закарпаття.

## Населення
- 1959 — 6 905
- 1970 — 8 300
- 1979 — 9 229
- 1989 — 9 651
- 2001 — 9 276
- 2012 — 8 973

Національний склад населення за переписом 2001 р.:
- румуни — 57 %
- угорці — 25 %
- українці — 15 %
- росіяни — 1, 5 %
- інші — 1, 5 %

### Мовний склад
Рідна мова населення за даними перепису 2001 року:
| Мова            | Кількість | Відсоток |
| --------------- | --------- | -------- |
| румунська       | 5102      | 56, 97 % |
| угорська        | 2176      | 24, 3 %  |
| українська      | 1302      | 14, 54 % |
| російська       | 285       | 3, 18 %  |
| німецька        | 68        | 0, 76 %  |
| білоруська      | 7         | 0, 08 %  |
| єврейська       | 3         | 0, 03 %  |
| вірменська      | 1         | 0, 01 %  |
| болгарська      | 1         | 0, 01 %  |
| польська        | 1         | 0, 01 %  |
| інші/не вказали | 10        | 0, 11 %  |
| Всього:         | 8956      | 100 %    |

## Історія
В околицях Солотвина є городище з I—II ст. до н. е. В південно-західному напрямку від селища, на крутому пагорбі правого берега ріки Тиса — городище, відоме серед населення під назвою Читатя (Читецуя).[джерело?] На городищі засвідчено культурні шари раннього заліза рубежу нашої ери (гето-дакійський період) і давньоруського часу. Городище розміщене на високому мисі правого корінного берега ріки Тиси, на околиці Солотвина. З північного боку воно обмежене яром, з південного і західного боку — долиною Тиси. Східний напільний бік був укріпленим ледь зараз помітним земляним валом і ровом. З південної і західної сторони городище підвищується над рівнинною долиною Тиси приблизно на 50—70 метрів. Висота вала доходить до 30 сантиметрів, попри ґрунт до нього входила річкова галька і обпалена глина, шматки останньої знайдені у великій кількості у валу. Рів шириною до чотирьох метрів і глибиною до 1, 2 метра був заповнений чорноземом і суглинком, перемішаним із галькою. Звичайно, у давнину вал був вищим, а рів — глибшим, роблячи перепад висот разом біля трьох метрів, до цього потрібно ще додати дерев'яні стіни. Розкопками на городищі було відкрито декілька споруд, у тому числі два житла — одне з заглибленням в материк, інше — наземне.
З території Солотвина походять бронзовий меч і уламок меча. [джерело?]В південно-західній частині села — сліди давніх солекопалень римського часу (очевидно ця територія входила до складу Римської Імперії)
Солекопальня «Горци» — пам'ятка археології (IX ст. до н. е. — IV ст.).
З XIII століття і до 1945 року на місці сучасного Солотвина існували два села — Слатіна (Фалуслатіна) та Слатінські Доли (Акнаслатіна).[джерело?]
1360 — перша письмова згадка про Слатіну в грамоті угорського короля Владислава. Відповідно з нею, волоський воєвода Драгош із Бедеу (Бедевля) після повернення з теренів сучасної Молдови, де він зазнав поразки від ворога угорського короля — іншого волоського воєводи Богдана (засновника Молдавського князівства), одержав у володіння деякі села Марморощини, зокрема й Солотвино (Слатіну).[джерело?]
Цінну інформацію про історію селища дають т. зв. «Марамороські дипломи», знайдені в архівах у XIX — початку ХХ століть. [джерело?] Вони містять відомості про перших мешканців Солотвина.
Видобуток солі в цих місцях існував від часів завоювання Дакії римським імператором Траяном (ІІ ст. н. е.). В копальнях знаходили римські монети ІІ—IV століть н. е.
Соляні копальні того часу були найціннішим скарбом краю й давали найбільші прибутки угорському урядові. Для видобутку, зберігання й охорони солі були запрошені із Саксонії німці («сакси», «саси»), які збудували в Мармороші численні міста й селища: Сигіт, Довге Поле (Кимпулунг-ла-Тіса, Румунія), Тячів, Хуст, а також Солотвино, яке німецькою називалося Зальцгрубен (salz — сіль, gruben — шахти).
У соляних копальнях, крім кріпаків, працювали також засуджені на каторгу селяни з навколишніх сіл. Життя солекопів значною мірою залежало від розвитку способів добування солі. Найдавнішим і найпримітивнішим було копання ступінчастих ям глибиною до 20 м. Пізніше копали конусоподібні або т. зв. «чортові» ями (глибиною до 140—150 м). Спускалися робітники в такі ями по зв'язаних драбинах, а сіль піднімали в сітках, сплетених із мотузок, або в буйволячих шкурах. Цей примітивний спосіб добування солі існував протягом усього середньовіччя. Добування солі у XVI — 1-й половині XVII століття здійснювалося теж примітивними засобами. Основними знаряддями праці солекопа були молот, чекан, клин, кайло, лопата, тачка, ноші і мішок.
1498 року у Марамороші стався страйк солекопів. Король Владислав ІІ Ягелон змушений був призначити солекопам тверду плату і пенсію вдовам загиблих. За кожні 5 добутих кусків камінної солі шахтарі отримували 5 динарів; для купівлі одежі вони отримували 100 кусків камінної солі на рік, а також звільнялись від цілого ряду королівських податей. Солекопи мали право вибирати свого старосту й радників, в чому вони прирівнювались до прав міщан. Крім того, їм були призначені додаткові надбавки на Різдво, Великдень та інші свята. Наприклад, марамороським солекопам королівські чиновники протягом одного року передали 4 бочки вина, 4 воли і 400 хлібин. Старости отримували кожний рік 500 кусків солі.
Але жадібні чиновники нерідко привласнювали собі те, що належало солекопам. Коли зловживання чиновників доходило до краю, солекопи на знак протесту перестали працювати й покинули Солотвино. Копальні затихли, а це вело до великих збитків для казни.
Після тривалих переговорів у Тячеві уклали договір, згідно з яким бургграф (каштелян) Хустського замку разом із королівським ішаном (жупаном) Марамороша зобов'язувались не карати гірників за припинення роботи, а в майбутньому — суворо дотримуватись їхніх прав. Старости й радники всіх 5 коронних міст звернулись до гірників з проханням приступити до роботи. Так закінчилась перший страйк у Марамороських соляних копальнях, який, можливо, взагалі був першим виступом робітників Центральної Європи на захист своїх прав.

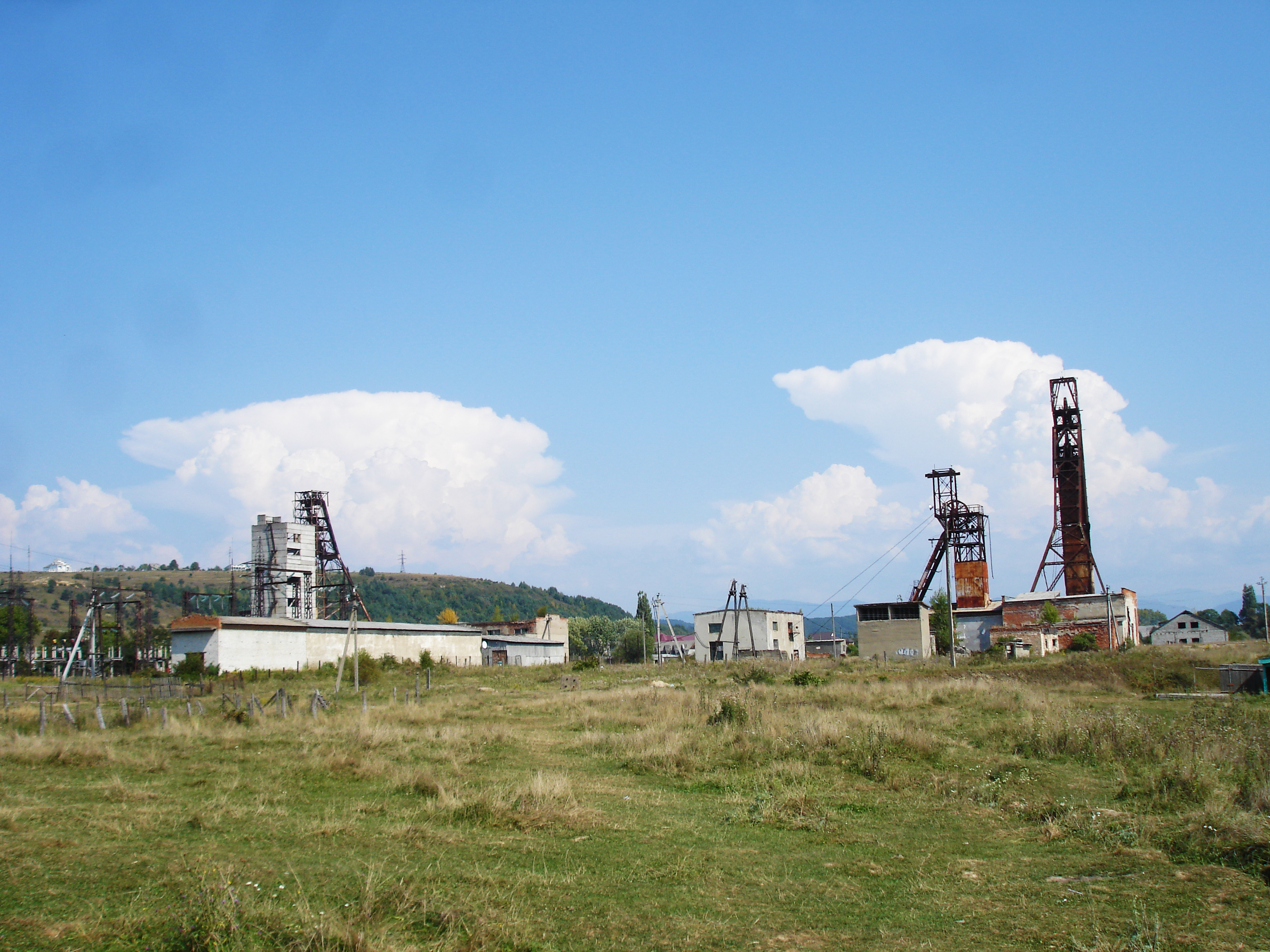
Соляні шахти

У другій половині XVIII століття адміністрація вживає заходів, щоб збільшити прибутки. Поряд із селянами-кріпаками на добуванні солі стали використовуватися вільнонаймані люди. Перша шахта нового підземного типу «Кристина» була відкрита у 1778 році, у 1781 році стала до ладу шахти "Войтех", «Адальберта», у 1789-"Мікулаш" і "Кунігунда"у 1804 році — «Иосиф», у 1809 році — «Терезія». В XIX столітті були здані в експлуатацію шахти «Михайло», «Габор», «Ференц», «Лайош».Шахти "Войтех", "Мікулаш" і "Кунігунда" з, єднані між собою. Шахта "Ференц" була розрахована на видобуток протягом 100 років, але працювала значно довше.Шахта "Ференц" від поверхні до дна має 157 метрів, має три ліфти, соляні пласти 15-20 метрів.
Шахта "Кунігунда" названа в честь Святої Кунігунди(Кінги), дочки угорського короля Бейли Четвертого. Одружена з польським королем Болеславом, але шлюб не був реалізований, бо подружжя склало угоду утримуватись від близькості.Кунегунда вважається небесною покровителькою Польщі, покровителькою солекопів і гірників.Сестра Кунегунди Констанція була дружиною Лева Даниловича.Свята Кінга походить з роду Мономаховичів, бо її прабабкою була Євфросинія -дочка Володимира Мономаха.
Соляні пласти простягаються від Пряшева через Хуст до Солотвина і далі до Румунії.Поклади солі в Солотвині мають розміри 2 200 метрів довжини і 1 700 метрів ширини, глибина ймовірно до 300 метрів.Так щедро наділила природа цим найціннішим мінералом Солотвино.Сіль високої якості, чиста, має лише 0, 3 процента домішок.
У 1870 році на Солотвинських державних копальнях працювало вже 440 чоловік. В чеський період(з 1923 року) в шахтах працюють шахтні машини з пневматичними свердлами, які просвердлюють пласти, роблять клини, дроблять сіль і завантажують у вагонетки.В 1936 році за день добувалось 35 вагонів солі, при двозмінній роботі- 60 вагонів.За зміну один шахтар добував 0, 75 кубометра.
У Солотвині у промислових масштабах видобуток солі почався у другій половині XVIII століття. За Австро-Угорщини Солотвинська соляна рудня складалася з 8 копалень, пізніше діяли три.
На захід від містечка лежать соляні озера, які використовують у рекреаційних цілях. Найбільшим з них є озеро Кунігунда. Солотвинські озера виникли внаслідок просідання порід при видобутку солі з розташованих поблизу соляних копалень. Перше з озер, Кунігунда, виникло 1902 року внаслідок просідання на 20 метрів недавно відкритої соляної шахти.
У селищі є оригінальний музей солекопів.
На честь «Міленіуму» — тисячоліття приходу угорських племен в Тисо-Дунайську низовину Соляний — всередині шахти Кунігунда у 1896 році зведено соляний обеліск.Кунігунда, як відомо, свята римо-католицької церкви, дочка короля Угорщини Бейли Четвертого.
В межах Солотвинської западини виявлено 9 соляних структур: Даниловська, Олександрівська, Солотвинська, Тереблянська, Тячівська, Нанківська, Сокирницька, Кривська та Округлянська.

##### Церква св. арх. Михайла. 1895 р.
У 1751 році згадують дерев'яну церкву св. Дмитрія з вежею та двома дзвонами, з усіма образами. У 1801 році згадують нову дерев'яну церкву, поставлену 17 років тому, тобто у 1784 pоці, коли згоріла попередня, і тому всередині бідно обладнана, бо всі речі згоріли.
Теперішня церква — велика імпозантна мурована базиліка, до створення і прикрашення якої доклав багато зусиль єпископ Великоварадинський Михайло Павел, про що написано над входом до церкви. Єпископ М. Павел був похований у церкві перед іконостасом, на місце поховання вказує мармурова плита з румунським текстом, що перелічує всі заслуги єпископа. Портрет єпископа встановлено на північній стіні нави, а на південній стіні грамота в рамці повідомляє, що за пароха Івана Марини в 1935 р. група вірників замовила 12 картин зі сценами Хресного шляху.
У 1936 році бляхар Войтех Шобані перекрив церкву бляхою. Наву прикрашає чудовий іконостас 1895 року з розчищеними іконами доброго малювання. На іконі Богородиці є підпис автора угорською — Gosztincsar F. та дата малювання, але досить нерозбірливо. Дзвони для церкви придбав у 1930-х роках за власні кошти Юрій Попович.
Солотвинський парох Іван Марина був засуджений 1949 року на 25 років каторги. Був звільнений і повернувся додому 1956 року.

## Присілки
Думбрава
1961 року до Солотвина було приєднано село Думбрава.
Слатіна-село
Слатіна-село — колишнє село в Україні, у Закарпатській області. Об'єднане із Солотвином.
Згадки: 1409. Zlathina, 1412. Zlathyna, 1720. Szlatina (Bélay 201), 1828: Szlatina (Nagy 199), 1882: Falu-Szlatina, 1913: Faluszlatina, 1925: Selo Solotvina, Solotvina-Selo, 1930: Slatina Selo, 1941: Faluszlatina.

## Сучасність
Максимум видобутку солі припав на 1970-ті роки. Річний видобуток 1970 року — 451 000 т. (10 % продукції УРСР; 1960 року — 326 000 т.) Зараз він є значно нижчим. 2006 року Державне підприємство «Солотвинський солерудник» (державний концерн «Укрсільпром») видобувало 9 тисяч тон солі на місяць, а для забезпечення рентабельності підприємства необхідно видобувати 20—25 тисяч тон. Запаси солі — 3, 5 млрд тонн.[джерело?]
Головна продукція: сіль кухонна у пакунках, сіль йодована, сіль-лизунець, сіль у брикетах.
З 14 березня 1982 року в шахті № 9 солерудника працювала Солотвинська підземна низькофонова лабораторія Інституту ядерних досліджень НАН України. Її радіоактивний фон був одним із найкращих у світі. В лабораторії були отримані пріоритетні результати з дослідження подвійного бета-розпаду атомних ядер, встановлені одні з найкращих обмежень на масу нейтрино. Розроблені нові низькофонові сцинтиляційні детектори та спектрометри, в тому числі і збагачені ізотопами, для дослідження рідкісних процесів розпаду атомних ядер, перевірці законів збереження лептонного, баріонного та електричного зарядів, пошуку темної матерії. Вперше у світі зареєстровано двохнейтринний подвійний бета-розпад кадмію-116, альфа-розпад вольфраму-180.
У шахті № 9 розташовані підземні приміщення Української алергологічної лікарні МОЗ України, де з 1968 р. застосовують метод спелеотерапії (використання мікроклімату шахти на глибині близько 300 м) для лікування хворих на астму та ХОЗЛ. Лікувальний ефект створює дія шахтного повітря, в 10 раз чистішого, ніж на поверхні, та насиченого біологічно активним аерозолем хлориду натрію (солі).
У шахті № 8 — аналогічні підземні приміщення Закарпатської обласної алергологічної лікарні.
На захід від містечка лежать соляні озера, які використовують у рекреаційних цілях. Найбільшим із них є озеро Кунігунда.
15 січня 2007 року за участі президентів України та Румунії (Віктора Ющенка та Траяна Бесеску) урочисто відкрили відновлений по багатьох роках міст через Тису.
Мешканці селища користуються нижчими тарифами на природний газ, ніж більшість населення України, оскільки для їх потреб використовується газ безпосередньо із Солотвинського газового родовища.

### Аварійна ситуація в Солотвині
22 грудня 2010 року на території шахтних виробіток ДП «Солотвинський солерудник» внаслідок активізації карстових явищ стався провал 3000 м³ ґрунту.
Наприкінці 2010 року колишній президент Віктор Янукович доручив уряду вирішити питання подальшої діяльності ДП «Солотвинський солерудник», передбачивши збереження Української і Закарпатської обласної алергологічних лікарень, зокрема можливість використання гірських виробіток для лікування хворих на бронхіальну астму.
У січні 2011 року в Солотвині стався новий провал на території шахти № 8, який зруйнував електропідстанцію та компресорну станцію ДП «Солотвинський солерудник». У зону небезпеки потрапили житлові будинки, системи життєзабезпечення населення та об'єкти інфраструктури.
30 березня 2011 року Кабінет Міністрів України виділив Закарпатській обласній державній адміністрації 149, 556 млн грн. на ліквідацію наслідків надзвичайної ситуації і недопущення виникнення техногенної катастрофи на території Солотвина. Фінансування передбачає винесення за межі зони карстових провалів системи каналізації, водо- та електропостачання селища, відселення мешканців 72 житлових будинків, будівництво школи, дитсадка та житлового масиву (8 багатоквартирних і 17 приватних будинків) на новому місці — в селищі Теребля (приблизно за 50 км від Солотвина). Але більшість мешканців Солотвина, яких збираються переселити, виступають проти таких намірів і не розуміють, чому все заплановане не можна побудувати на околиці їхнього містечка.
16 квітня 2015 року стався ще один обвал ґрунту біля Солотвинського водоканалу, що на вул. Возз'єднання. Розміри — 60×50 м, глибина — бл. 45 м, загальний обсяг провалля — близько 100 м³. Дану подію пов'язують із роботою солерудника. Новоутворене карстове провалля з гострими краями свідчить про продовження просідання ґрунту.

## Релігійні організації
- Українська православна церква (Московський патріархат)
- Русинська греко-католицька церква
- Римо-католицька церква в Україні
- Солотвинська община Церкви Християн Віри Євангельської
- Євангельські Християни Баптисти
- Адвентисти Сьомого Дня
- Реформатська церква
- Свідки Єгови

## Туристичні місця
- Оригінальний музей солекопів
- В південно-західній частині села — сліди давніх солекопалень римського часу.
- Солекопальня «Горци» — пам'ятка археології (IX ст. до н. е. — IV ст.)
- Озеро Кунігунда.

## Персоналії
Уродженці селища:
- Бейла Нодьбаконі Надь (Солотвино, 14 липня 1882 — Будапешт, 5 листопада 1962) — угорський військовий, генерал-лейтенант.
- 10 червня 1923 року у бідній єврейській родині в Слатинських Долах народився Ян Людвік Гох, згодом відомий як Роберт Максвелл — британський лорд і медіа-магнат, власник глобальної видавничої імперії.
- Brezanóczy Pál — (25 січня 1912, Солотвино — ?, 11 лютого 1972) — римо-католицький єпископ, архієпископ Егерський.
- Шандор Ретфалві (Солотвино, 31 травня 1941 р.) — відомий угорський скульптор.

## Галерея

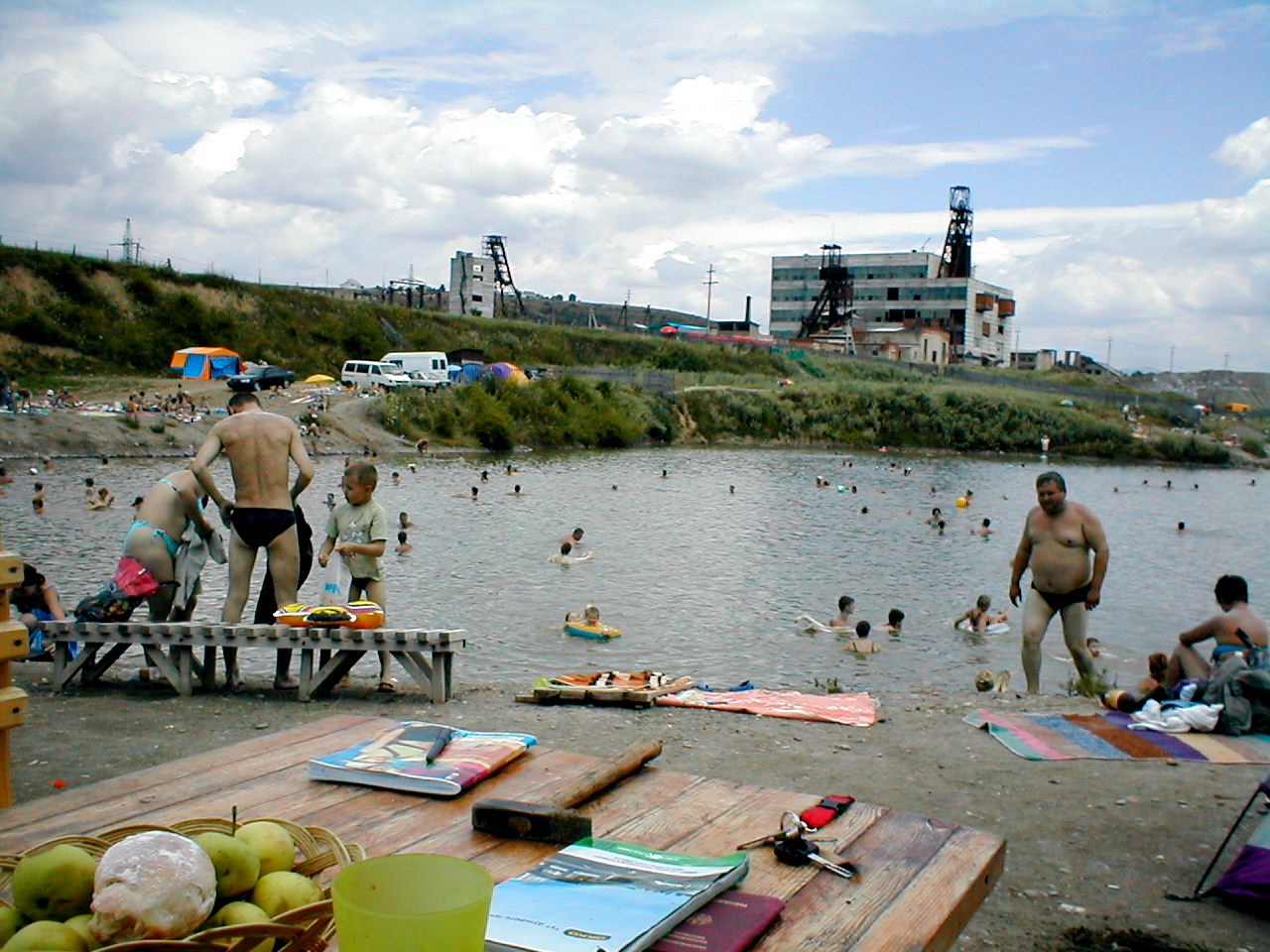
Солоне озеро й рудня
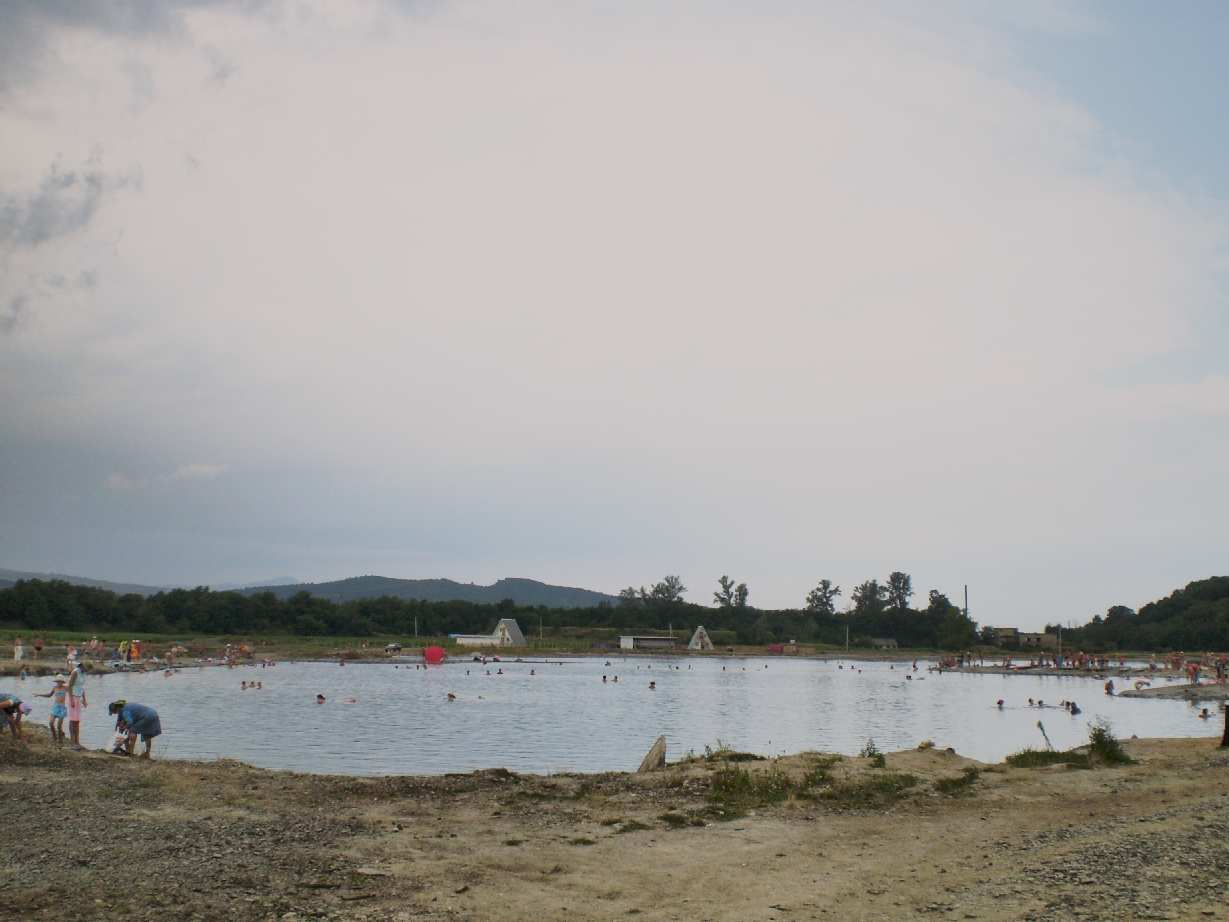
Солоне озеро
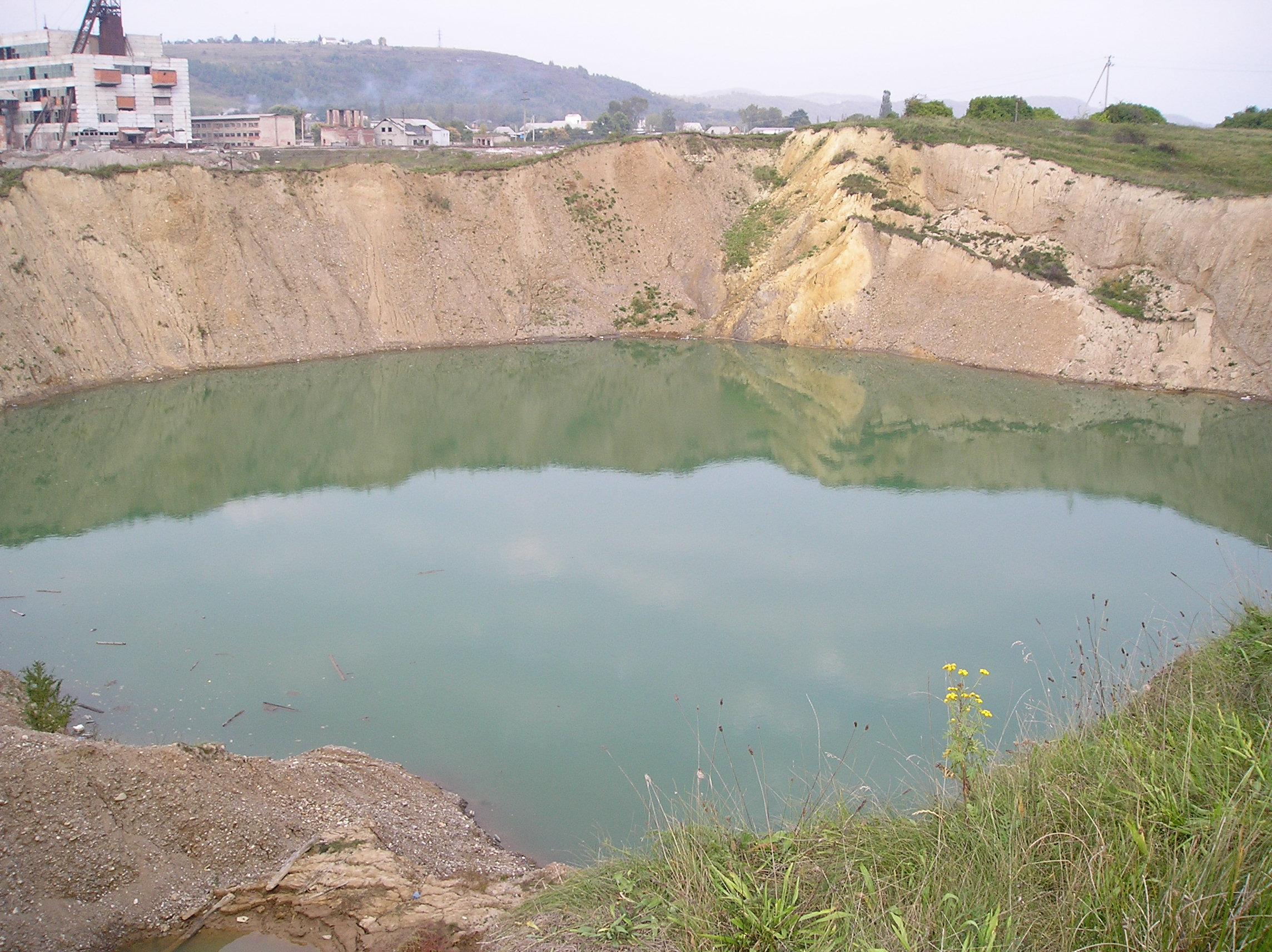
Покинута шахта заповнена водою
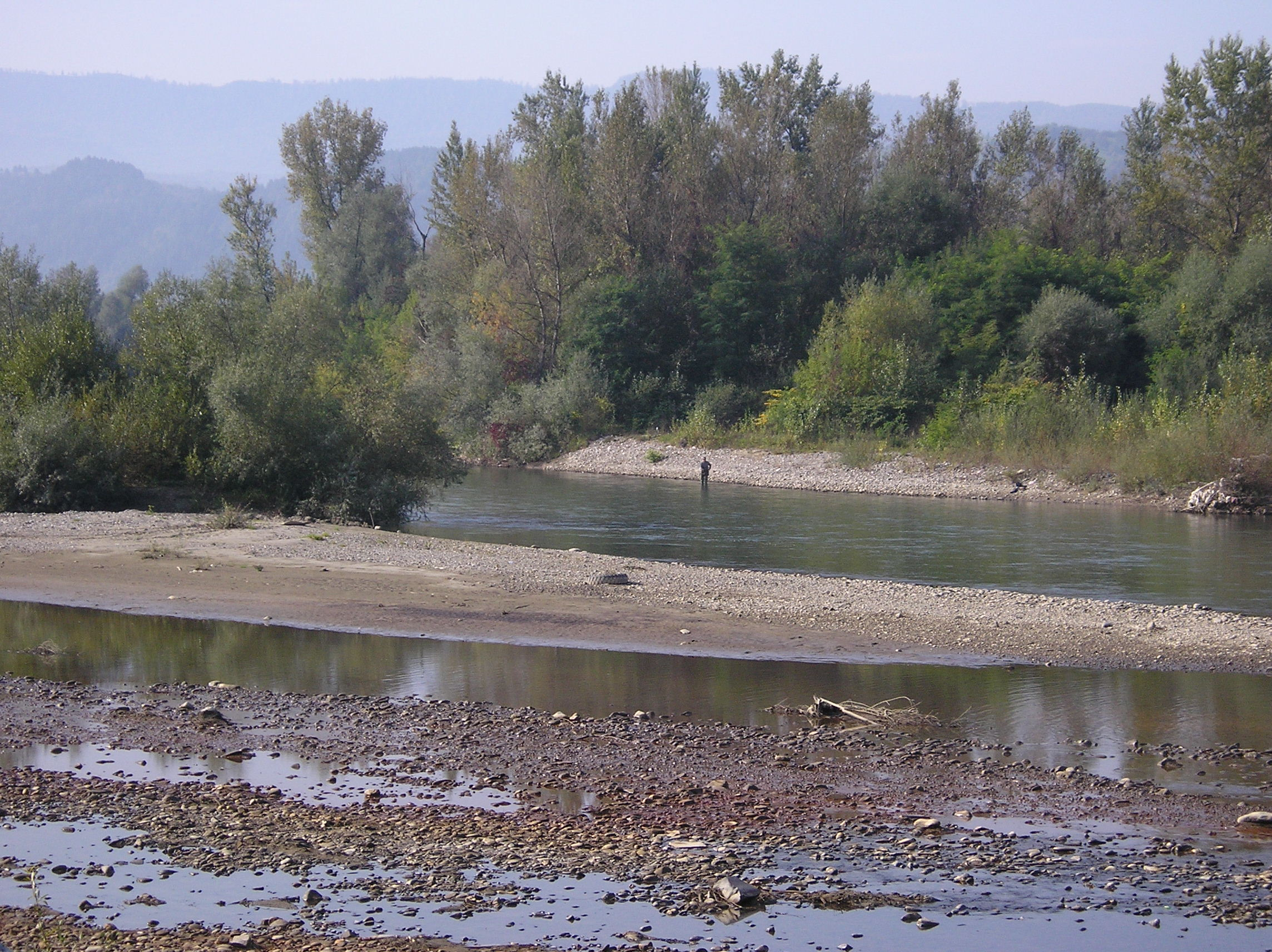
Річка Тиса, поблизу Солотвина, природний кордон з Румунією
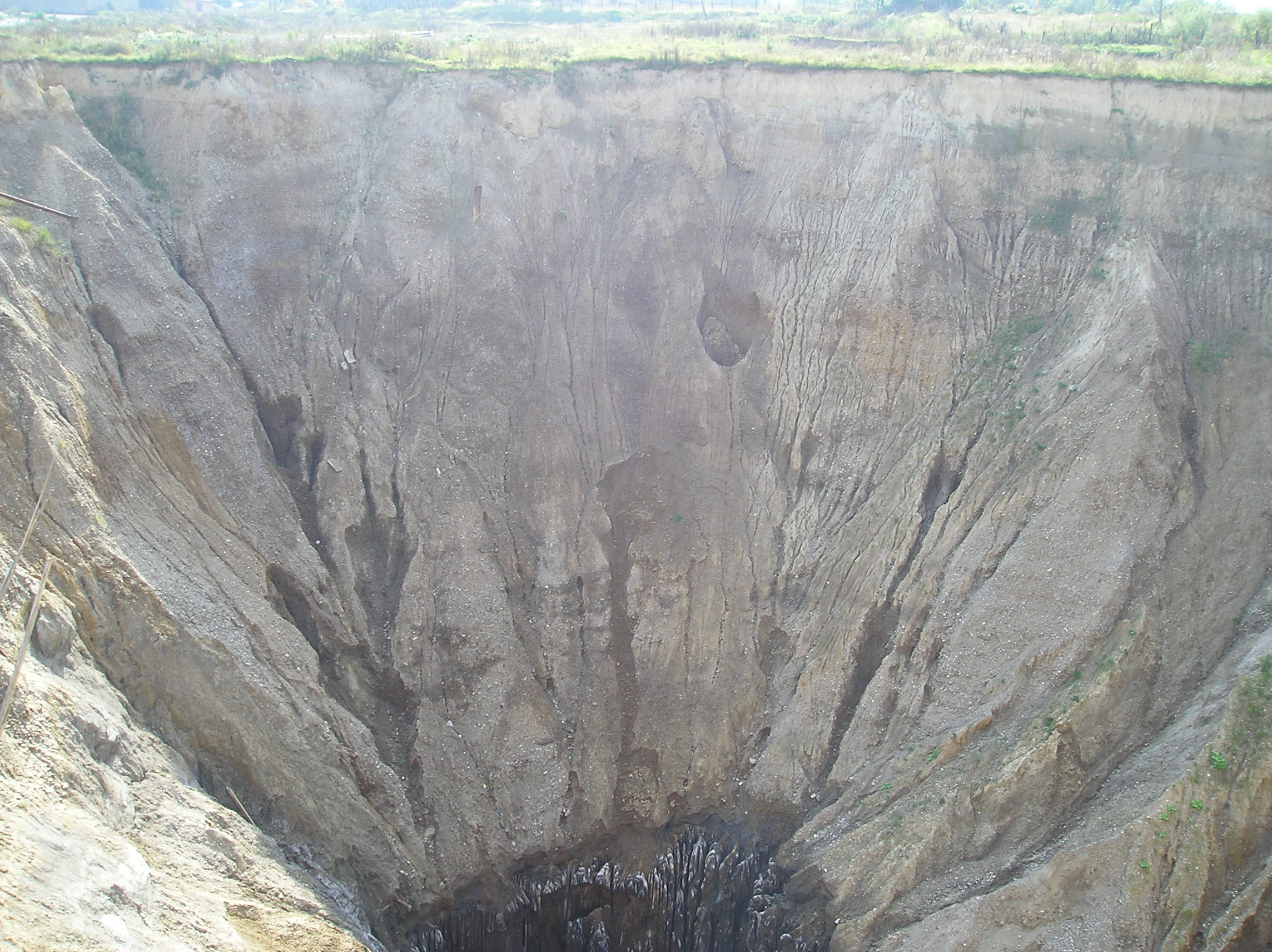
Покинута шахта
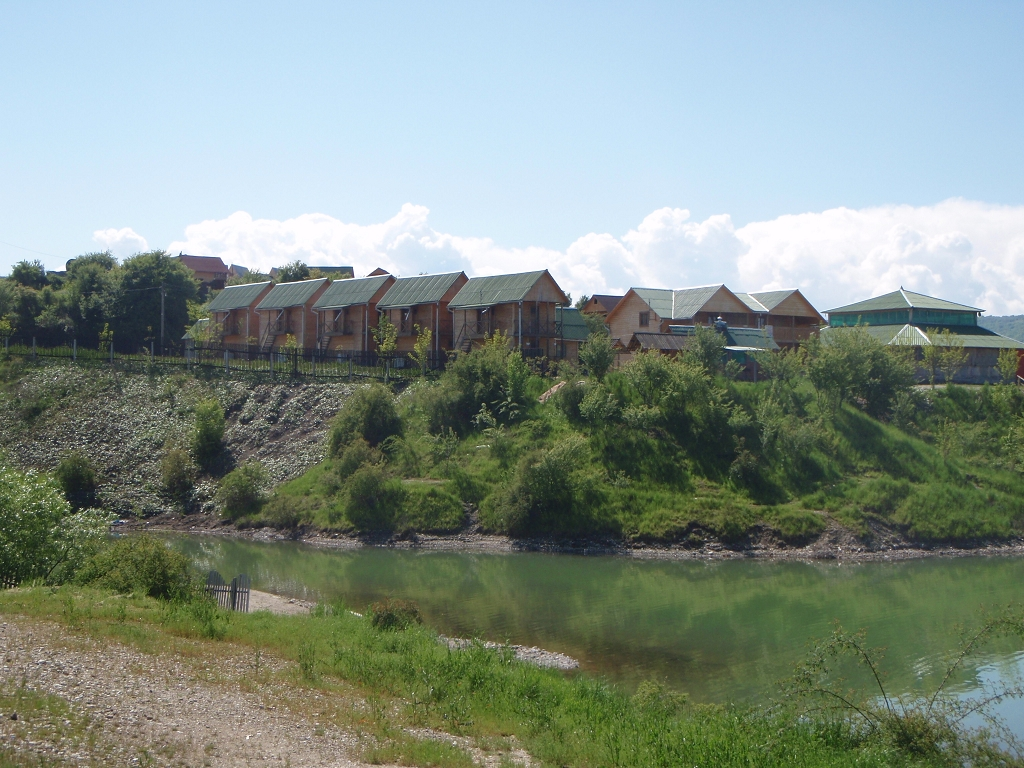
Хатинки для туристів
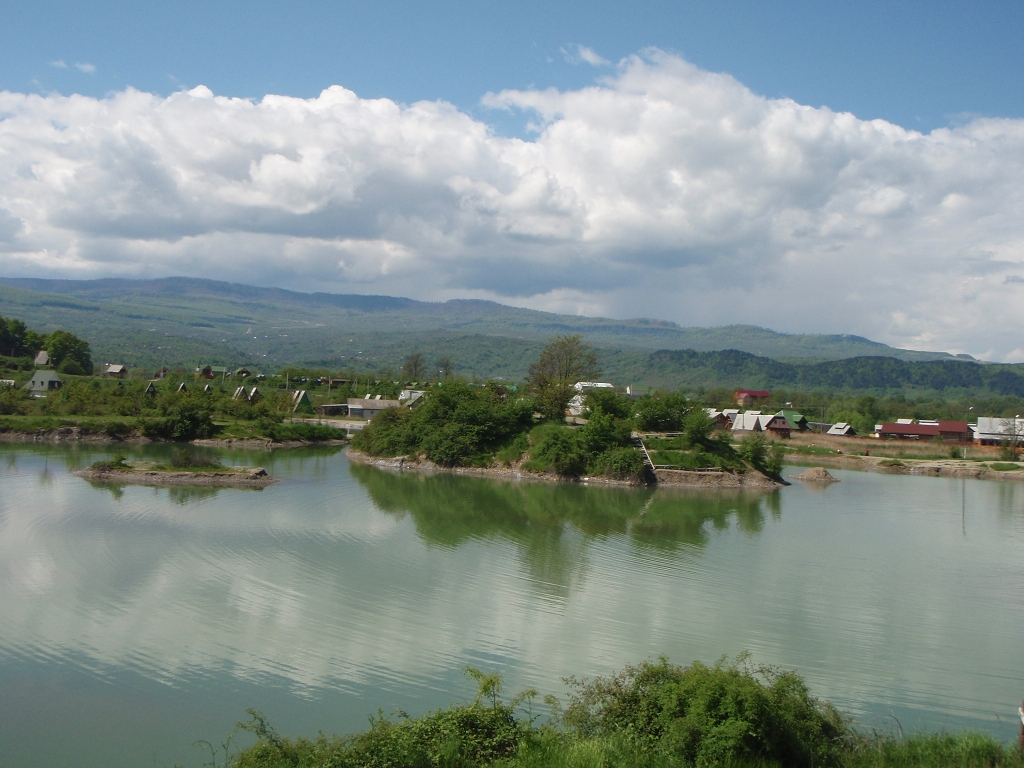
Солоне озеро. Гори на задньому плані — вже Румунія.
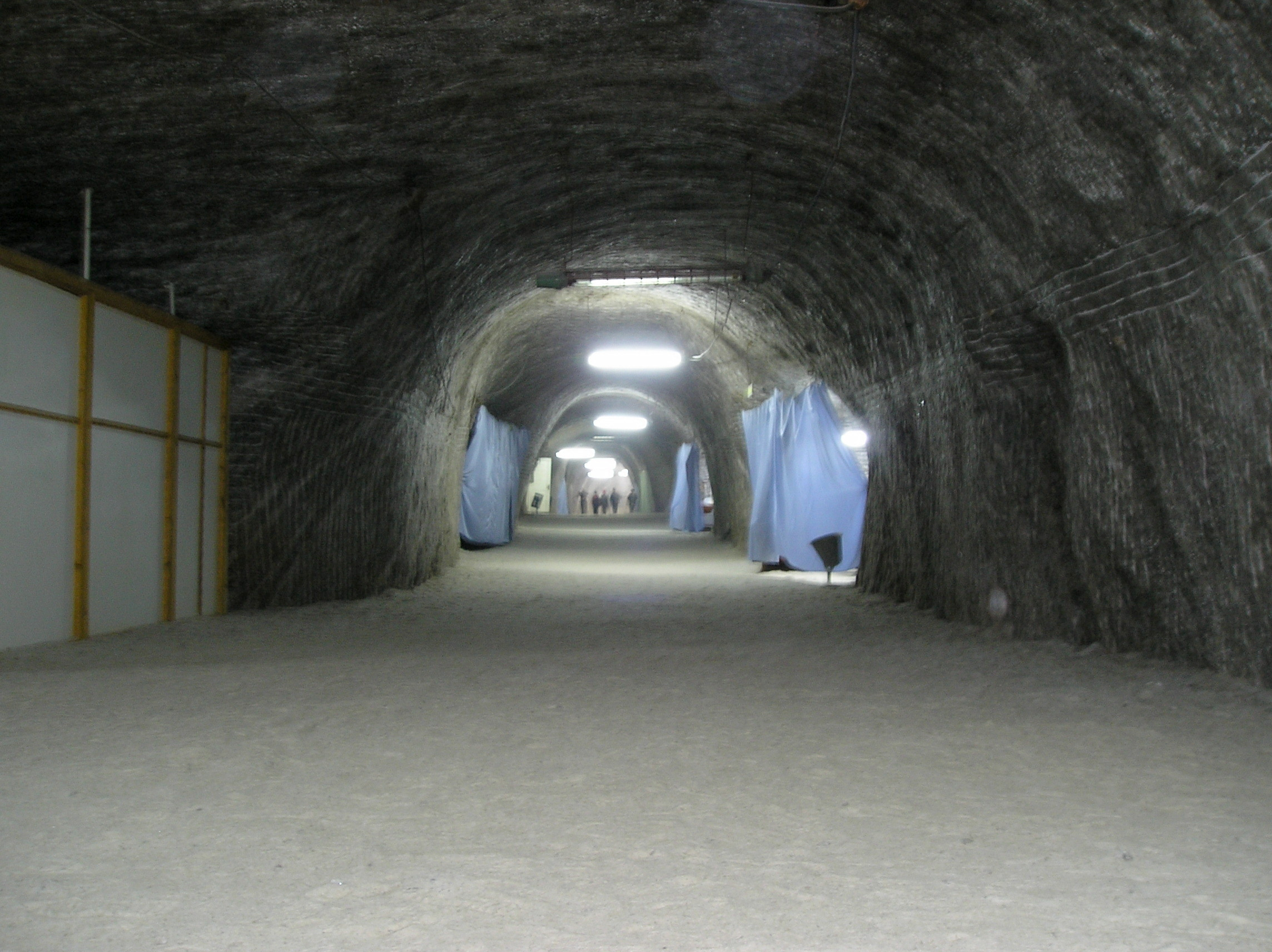
Підземне відділення алергологічної лікарні
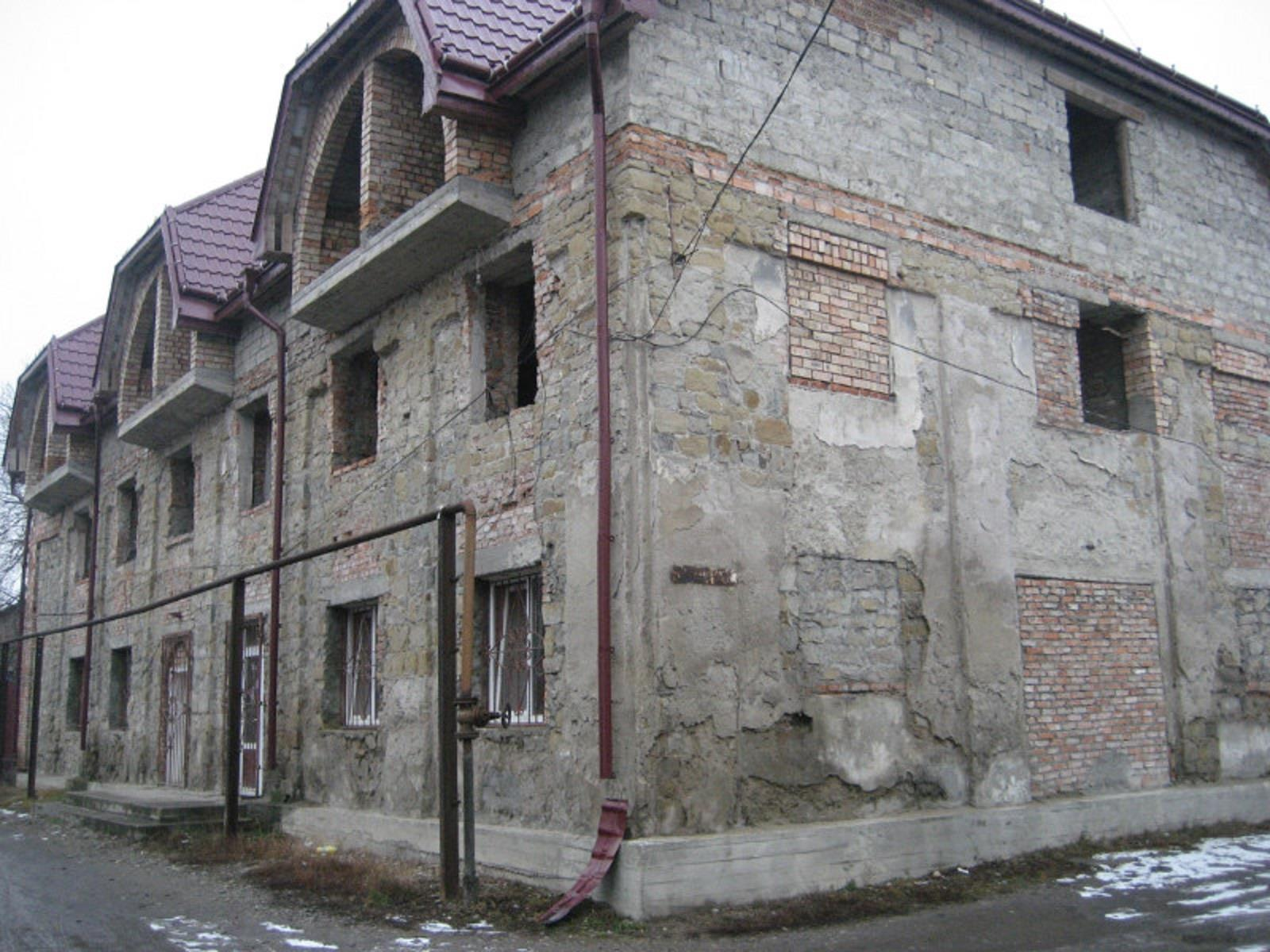
Колишня синагога
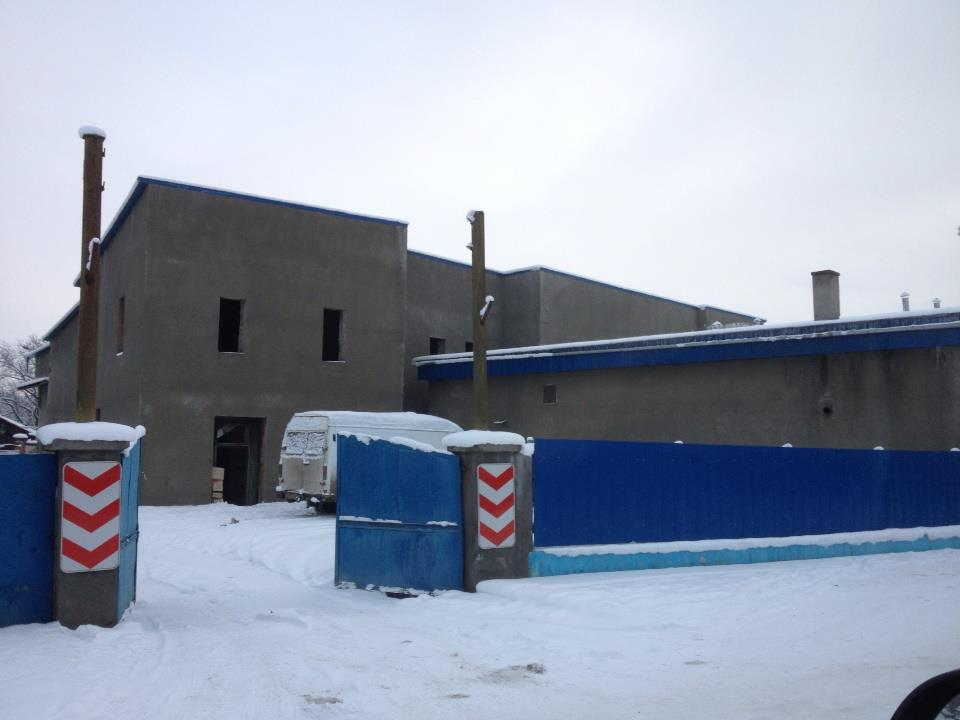
Ще одна колишня синагога, тепер пекарня
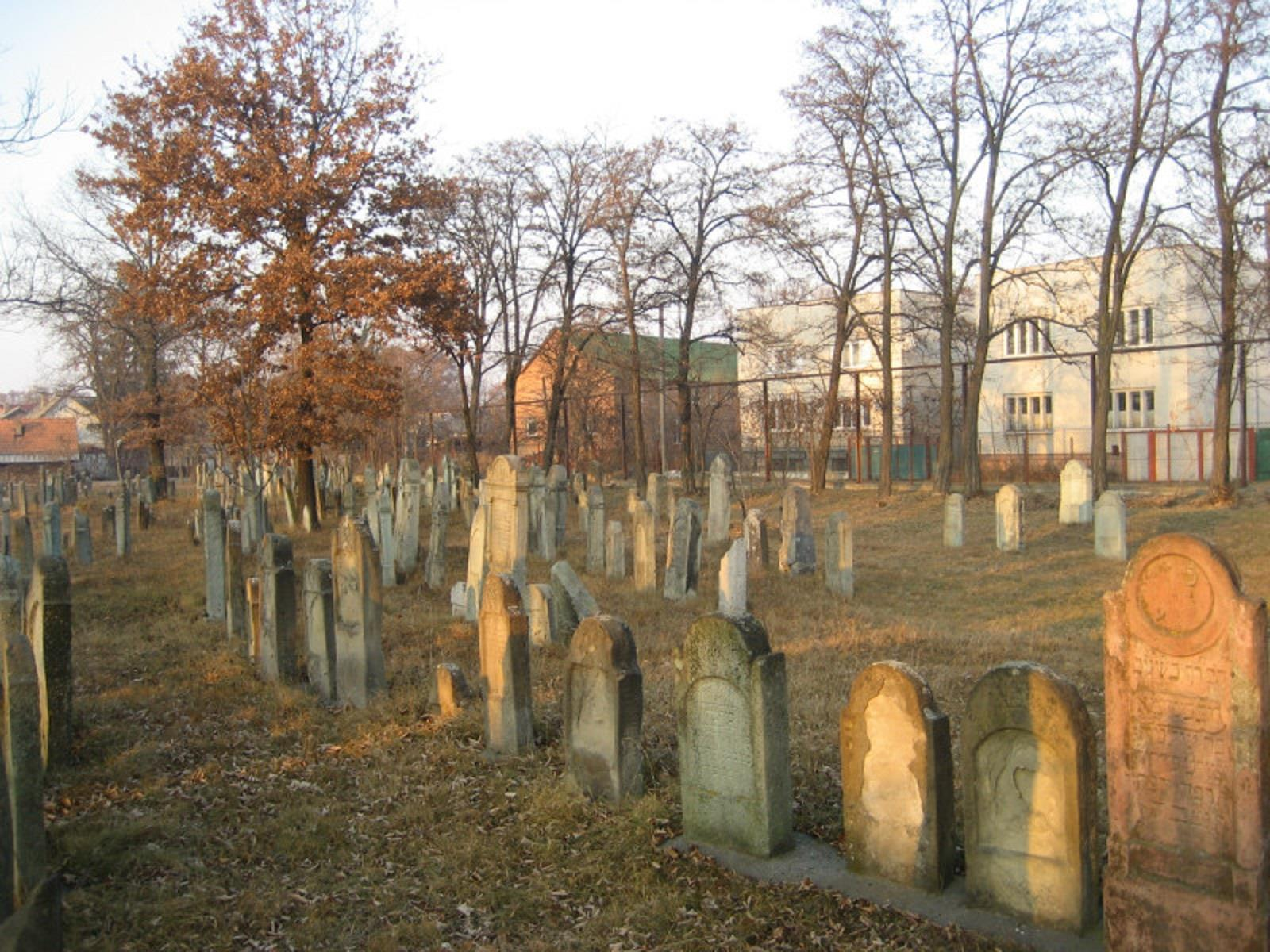
Старе єврейське кладовище
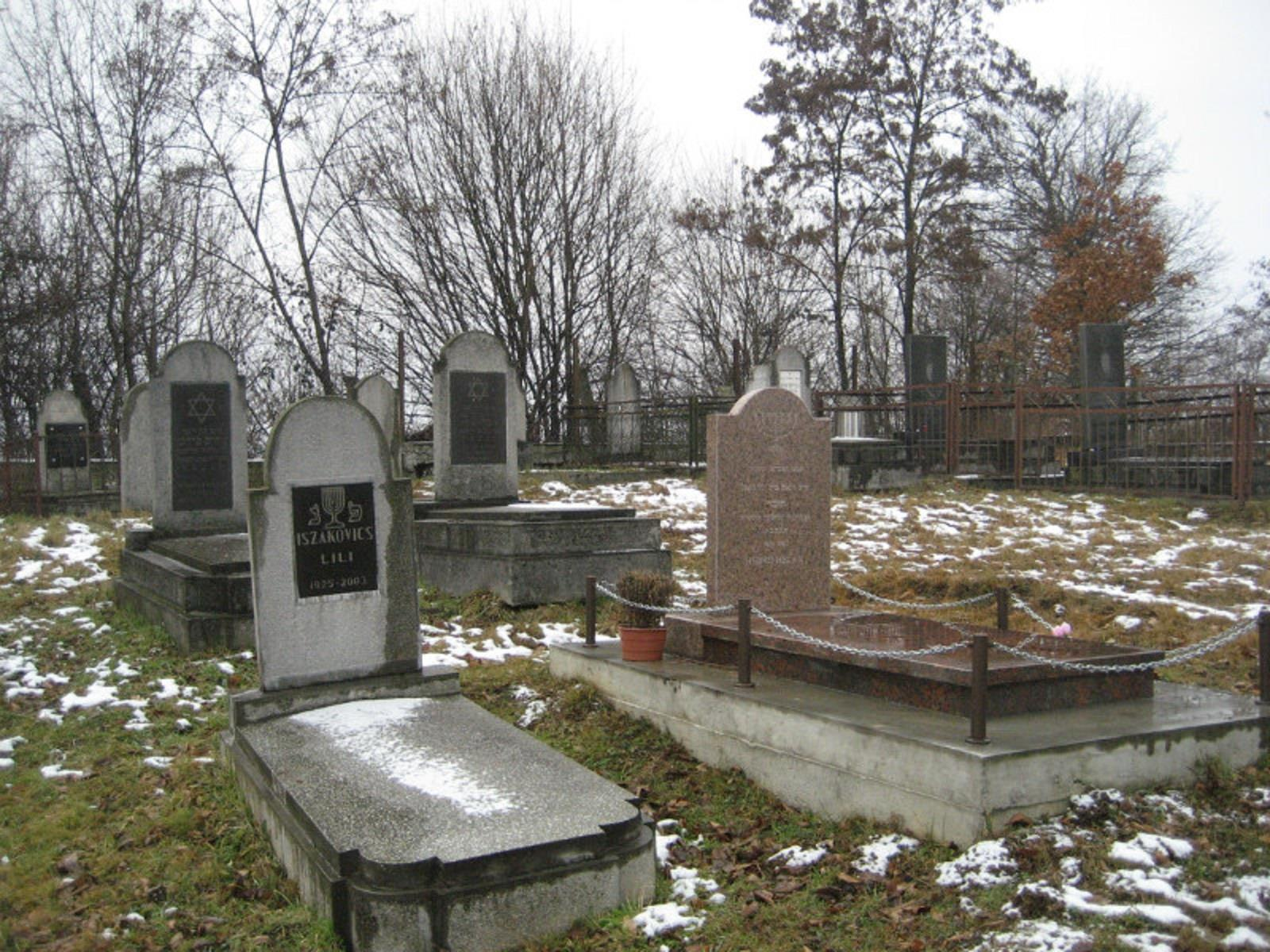
Нове єврейське кладовище
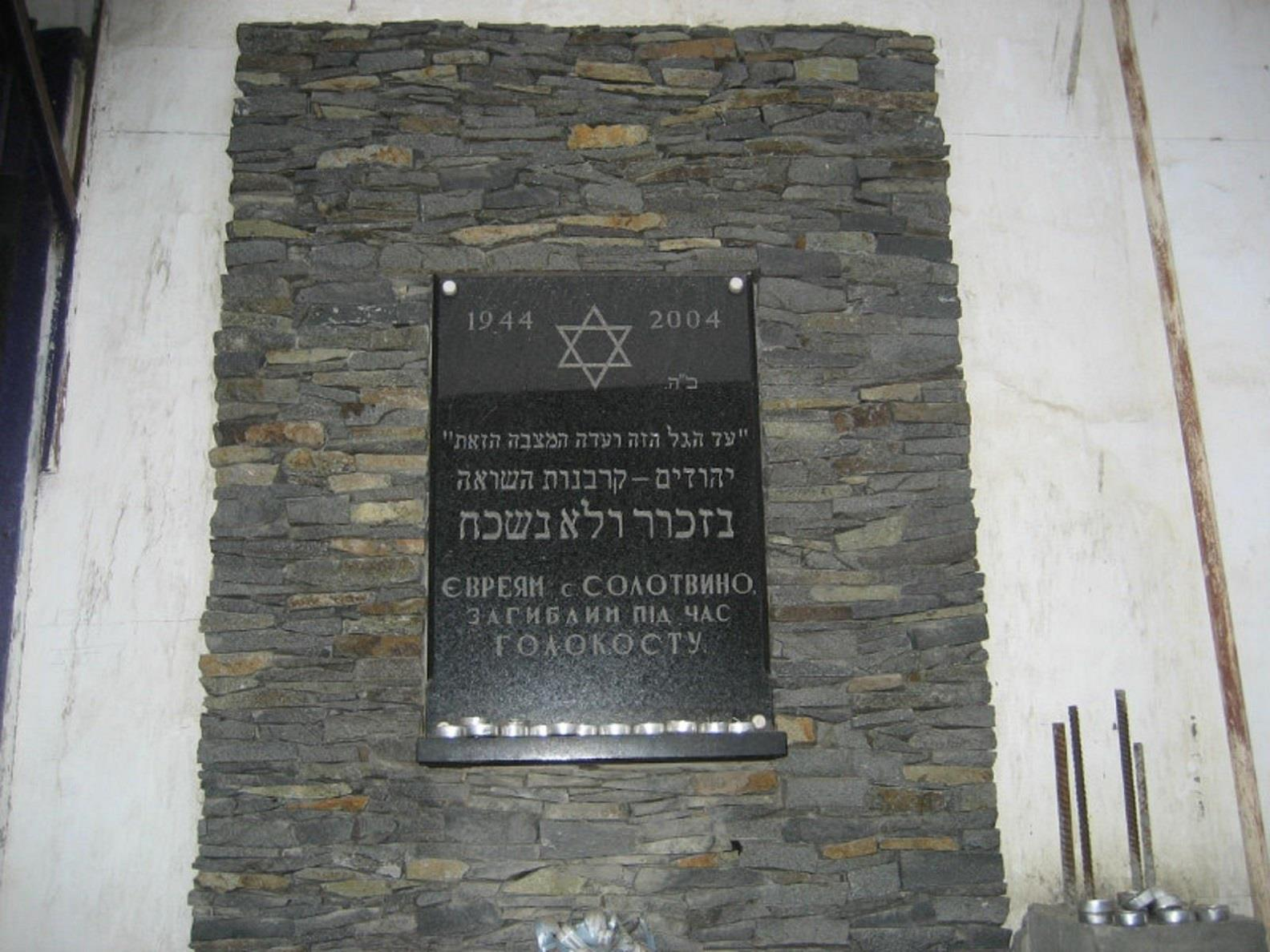
Меморіальна дошка загиблим євреям